# Бобровець (Поморське воєводство)
Бобровець (пол. Bobrowiec, нім. Bobrowitz-Lichtenthal) — село в Польщі, у гміні Сментово-Ґранічне Староґардського повіту Поморського воєводства.
Населення — 190 осіб (2011).
У 1975-1998 роках село належало до Гданського воєводства.

## Демографія
Демографічна структура станом на 31 березня 2011 року:
|          | Загалом | Допрацездатний вік | Працездатний вік | Постпрацездатний вік |
| -------- | ------- | ------------------ | ---------------- | -------------------- |
| Чоловіки | 92      | 20                 | 63               | 9                    |
| Жінки    | 98      | 20                 | 62               | 16                   |
| Разом    | 190     | 40                 | 125              | 25                   |